# Gaetano Testa
Gaetano Testa (Mistretta, 1935) è uno scrittore, poeta e pittore italiano, tra i fondatori del Gruppo '63, in seno al quale ha rappresentato, assieme a Michele Perriera e a Roberto Di Marco, la cosiddetta "Scuola di Palermo".

## Biografia
Ha collaborato con numerosi quotidiani e riviste tra cui "L'Ora", "Giornale di Sicilia", "Il Verri", "Marcatré", "Il Caffè", "Malebolge", "Quindici", "Nuova Corrente", "Che fare" e ha promosso le riviste "Fasis" e "Per Approssimazione".
Il suo libro La coda di Tatai, del 2004, è stato finalista al Premio Bergamo.

## Alcune opere
- La scuola di Palermo (con AA.VV.), Feltrinelli, 1963
- S.p.a., Feltrinelli, 1963
- Cinque,  Feltrinelli, 1968
- L'idea del consumo (con Elio Piazza), Flaccovio, 1973
- Per approssimazione, Flaccovio, 1978
- Borno, (con Francesco Gambaro), Perap, 1990
- Jallo,  (con Francesco Gambaro), Perap, 1992
- Azzonzo, Perap, 2001
- Kleenex (con Francesco Gambaro), Flaccovio, 2003
- Mistretta & baci, Flaccovio, 2004
- La coda di Tatai, Flaccovio, 2004
- Dialoghi con Guidoval, il Palindromo, 2017